# Apostasia latifolia
Apostasia latifolia é uma espécie de orquídea terrestre, família Orchidaceae, que habita a Península da Malásia.